# Kalcipotriol
Kalcipotriol (kalcipotrien) je sintetički derivat kalcitriola (vitamina D). On se koristi u lečenju psorijaze. U prodaji je pod imenima: Dovonex, Daivonex, i Psorcutan.

## Mehanizam
Efikasnost kalcipotriola u tretmanu psorijaze je inicijalno zapažena kod pacijenata koji su primali različite forme vitamina D u osteoporoznim studijama. Neočekivano su pojedini pacijenti koji su takođe bolovali od psorijaze doživeli dramatičnu redukciju broja lezija.

## Spoljašnje veze
- [https://web.archive.org/web/20070928063032/http://www.leopharma.ca/C1256AD9004FA5C9/sysOakFil/DVX%20PM/$File/DVX-PM-E-15-FEB02.pdf
- [http://www.nlm.nih.gov/medlineplus/druginfo/medmaster/a608018.html

|  | Molimo Vas, obratite pažnju na važno upozorenje u vezi sa temama iz oblasti medicine (zdravlja). |